# UFC Fight Night: Evans vs. Salmon
UFC Fight Night: Evans vs. Salmon también conocido como (UFC Fight Night 8) fue un evento de artes marciales mixtas celebrado por Ultimate Fighting Championship el 25 de enero de 2007 en el Seminole Hard Rock Hotel and Casino Hollywood, en Hollywood, Florida, Estados Unidos.

## Historia
Esta tarjeta fue el debut en UFC del veterano de PRIDE y Hero's Heath Herring.

## Resultados

### Tarjeta preliminar
- Peso wélter: Rich Clementi vs. Ross Pointon

Clementi derrotó a Pointon vía sumisión (rear naked choke) en el 4:52 de la 2ª ronda.
- Peso ligero: Clay Guida vs. Din Thomas

Thomas derrotó a Guida vía decisión unánime (29-28, 29-28, 29-28).
- Peso medio: Ed Herman vs. Chris Price

Herman derrotó a Price vía sumisión (armbar) at 2:58 in round 1.
- Peso wélter: Josh Burkman vs. Chad Reiner

Burkman derrotó a Reiner vía decisión unánime (29-28, 29-28, 30-27).
- Peso medio: Nate Marquardt vs. Dean Lister

Marquardt derrotó a Lister vía decisión unánime (30-27, 30-25, 30-25).

### Tarjeta principal
- Peso ligero: Spencer Fisher vs. Hermes Franca

Franca derrotó a Fisher vía TKO (golpes) en el 4:03 de la 2ª ronda.
- Peso pesado: Heath Herring vs. Jake O'Brien

O'Brien derrotó a Herring vía decisión unánime (29-28, 30-27, 30-27).
- Peso semipesado: Rashad Evans vs. Sean Salmon

Evans derrotó a Salmon vía KO (patada a la cabeza) en el 1:06 de la 2ª ronda.

## Premios extra
- Pelea de la Noche: Spencer Fisher vs. Hermes Franca
- KO de la Noche: Rashad Evans
- Sumisión de la Noche: Ed Herman